# Refojos de Basto, Outeiro e Painzela
Refojos de Basto, Outeiro e Painzela (oficialmente: União das Freguesias de Refojos de Basto, Outeiro e Painzela) é uma freguesia portuguesa do município de Cabeceiras de Basto, com 28,95 km² de área e 6574 habitantes (censo de 2021). A sua densidade populacional é 227,1 hab./km².

## História
Foi constituída em 2013, no âmbito de uma reforma administrativa nacional, pela agregação das antigas freguesias de Refojos de Basto, Outeiro e Painzela e tem a sede em Refojos de Basto.

## Demografia
A população registada nos censos foi:
| Distribuição da População por Grupos Etários | Distribuição da População por Grupos Etários | Distribuição da População por Grupos Etários | Distribuição da População por Grupos Etários | Distribuição da População por Grupos Etários | Distribuição da População por Grupos Etários |
| -------------------------------------------- | -------------------------------------------- | -------------------------------------------- | -------------------------------------------- | -------------------------------------------- | -------------------------------------------- |
| Antes da agregação                           |                                              |                                              |                                              |                                              |                                              |
| Ano                                          | 0-14 anos                                    | 15-24 anos                                   | 25-64 anos                                   | >= 65 anos                                   | Total                                        |
| 2001                                         | 1370                                         | 1053                                         | 3056                                         | 949                                          | 6428                                         |
| 2011                                         | 1213                                         | 884                                          | 3597                                         | 1061                                         | 6755                                         |
| Após a agregação                             |                                              |                                              |                                              |                                              |                                              |
| Ano                                          | 0-14 anos                                    | 15-24 anos                                   | 25-64 anos                                   | >= 65 anos                                   | Total                                        |
| 2021                                         | 918                                          | 818                                          | 3617                                         | 1221                                         | 6574                                         |